# عين باسويد (حجر)
'

تعديل مصدري - تعديل

عين باسويد هي إحدى قرى عزلة الصداره بمديرية حجر التابعة لمحافظة حضرموت، بلغ تعداد سكانها 215 نسمة حسب تعداد اليمن لعام 2004.